# Tim Tibesar
Tim Tibesar (Saint Paul, Minnesota, 1972. augusztus 27. –) amerikai amerikaifutball-edző, 2022-től az Akron Zips védőkoordinátora és linebackereinek edzője.

## Pályafutása
1997-ben a San Diego State Aztecs edzőhelyettese, 1998-ban pedig a Grossmont Griffins linebackereinek edzője volt. 1999-ben a California Golden Bears, 2000-ben pedig a Cornell Big Red alkalmazta, majd 2001-ben visszatért alma materéhez, a North Dakota Fighting Hawkshoz, ahol 2003-ig a linebackerek edzője, 2004–2005-ben pedig védőkoordinátor volt. 2006-ban a Kansas State Wildcats speciális csapatának edzője lett, 2007-ben pedig védőkoordinátorrá léptették elő. 2008-as távozásakor további kompenzációra tartott igényt, ami rávilágított a kirúgott Ron Prince vezetőedző és a Bob Krause atlétikai igazgató közötti állítólagos titkos megállapodásra.
2009-ben a Montreal Alouettes edzőhelyettese lett, akik 2009-ben és 2010-ben megnyerték a Grey-kupát. 2012-ben a Purdue Boilermakers, 2013-ban pedig a Chicago Bears munkatársa volt, majd kirúgása után a Northwestern Wildcats tanácsadója lett. A 2015–2016-os szezont a Wisconsin Badgersnél töltötte.
2017 decemberében az Oregon State Beavers védőkoordinátora lett. 2021. november 7-én kirúgták.
2022-ben az Akron Zips védőkoordinátorává nevezték ki; ugyanezen évben bekerült az Észak-dakotai Egyetem dicsőségcsarnokába.

## Fordítás
- Ez a szócikk részben vagy egészben  a   Tim Tibesar című angol Wikipédia-szócikk ezen változatának fordításán alapul.  Az eredeti cikk szerkesztőit annak laptörténete sorolja fel. Ez a jelzés csupán a megfogalmazás eredetét és a szerzői jogokat jelzi, nem szolgál a cikkben szereplő információk forrásmegjelöléseként.